# Швидкий Петро Євдокимович
Швидкий Петро Євдокимович (20 листопада 1941, Тернопільська область) — колишній народний депутат України 2 скликання, доцент кафедри фізики Львівського державного сільськогосподарського інституту, кандидат технічних наук (1986).

## Біографія
Здобув освіту у Кременецькому педагогічному інституті, за фахом вчитель фізики. Захистив кандидатську дисертацію у 1986 році.
З 1967 — у Львівському сільськогосподарського інституту.
Був головою об'єднаних осередків НРУ вищих навчальних закладів м. Львова.
Народний депутат України з квітня 1994 (2-й тур) до квітня 1998 року, Жовківський виборчий округ N 276, Львівської області. Секретер Комітету з питань ядерної політики та ядерної безпеки. Член депутатської групи «Реформи». На час виборів: Львівський державний сільськогосподарського інститут, доцент кафедри фізики.
З 1998 — головний консультант-експерт Управління забезпечення зв'язків з ВР України, Адмініністрації Президента України.
Ініціатор створення та заступник голови «Національної спілки викладачів і науковців Львівщини».
У березні 1998 року — кандидат в народні депутати України, виборчий округ N 156, Рівненської області. З'явилося 85.2 %, за 0.5 %, 19 місце з 22 претендентів. На час виборів: народний депутат України.
Був заступником голови КУН, членом Головного проводу Конгресу Українських Націоналістів.
У березні 1998 року — кандидат в народні депутати України від виборчого блоку Національний фронт, N 50 у списку.
Член правління Асоціації народних депутатів України попередніх скликань.